# 신디 윌리엄스
신디 윌리엄스(Cindy Williams, 1947년 8월 22일 ~ 2023년 1월 25일)는 미국의 배우이다.

## 출연 작품
- 웨이팅 인 더 윙스: 스틸 웨이팅 (2016)
- 스트로베리 썸머 (2012)
- 피터 앳 디 엔드 (2012)
- 더 해피스트 맨 어라이브 (2010)
- 신부의 아버지 2 (1995)
- 춤추는 영혼 (1991)
- 빙고 (1991)
- 신부의 아버지 (1991)
- 루드 어웨이커닝 (1989)
- 캠퍼스 괴물 소동 (1989)
- 청춘 낙서 2 (1979)
- 서든리, 러브 (1978)
- 퍼스트 뉴디 뮤지컬 (1976)
- 미스터 리코 (1975)
- 컨버세이션 (1974)
- 청춘 낙서 (1973)
- 비웨어 더 브롭 (1972)
- 트래블스 위드 마이 앤트 (1972)
- 드라이브, 히 세이드 (1971)
- 가스 (Gas-s-s-s, 1970) - Marissa 역